# Lijst van musea in Burkina Faso
Dit is een lijst van musea in Burkina Faso.
- Museum van Manéga, in Manéga (provincie Oubritenga)
- Muziekmuseum, in Ouagadougou (avenue d'Oubritenga)
- Nationaal Museum van Burkina Faso, in Ouagadougou (avenue Charles-de-Gaulle)
- Provinciaal Museum van Houet, in Houet
- Provinciaal Museum van Poni, in Gaoua (provincie Poni)
- Warbamuseum, in Zorgho